# Championnat de France masculin de handball de deuxième division 2015-2016
Navigation
Division 2 2014-2015 Division 2 2016-2017
Le Championnat de France de handball masculin de Pro D2 2015-2016 est la soixante-quatrième édition de cette compétition et la trentième édition depuis que la dénomination de Division 2 a été posée. Le championnat de Division 2 de handball est le deuxième plus haut niveau du championnat de France de ce sport.
Pour sa première saison en Division 2, l'Union sportive municipale de Saran est champion de France de Division 2 est accède ainsi à la Division 1. Il est accompagné du Sélestat Alsace Handball, vainqueur des barrages d'accession.
Le Mulhouse HSA, 3e de la saison régulière et demi-finaliste des play-offs, a déposé le bilan au cours de l'été 2016. Le premier relégué (Angers, 13e) n’ayant pas présenté de dossier de repêchage, c’est Valence qui est finalement repêché.

## Formule
À la fin de la saison, le premier est promu en Division 1. 
Les équipes classées de la 2e à la 5e places jouent des barrages d'accession : en demi-finales, le 2e affronte le 5e et le 3e affronte le 4e sous forme de deux matchs aller-retour, le mieux classé recevant au retour. Le vainqueur de la finale sera promu en Division 1. En cas d'égalité parfaite à l'issue du temps réglementaire des demi-finales ou de la finale (c'est-à-dire sans que les équipes concernées ne puissent être départagées par d'une part, le plus de buts sur l'ensemble des deux rencontres aller et retour et, d'autre part, le plus de buts marqués à l'extérieur sur l'ensemble des 2 matches), c'est le club le mieux classé à l'issue du championnat (phase régulière) qui déclaré vainqueur de l'opposition.
En bas de tableau, les équipes classées 13e et 14e à l'issue de la saison sont reléguées en Nationale 1. Le club classé à la 12e place du championnat et les 3 équipes classées premières (équipes réserves des équipes professionnelles exclues) de chacune des trois poules de Nationale 1 disputent des barrages de relégation sur terrain neutre. La FFHB attribuera l'organisation à une ligue ou un comité, après appel à candidatures sur la base d'un cahier des charges. Le tournoi se dispute sur trois jours les vendredi 3, samedi 4 et dimanche 5 juin 2016, avec deux rencontres par jour (19h et 21h le vendredi et le samedi, 14h et 16h le dimanche). L'ordre des rencontres sera tiré au sort. Les trois premiers seront sportivement qualifiés pour évoluer en ProD2 la saison suivante, sous réserve de satisfaire aux conditions de participation fixées par le  règlement particulier de ProD2. Le club classé quatrième participera la saison suivante au championnat de Nationale 1.

## Les clubs participants
| \| Angers Sélestat Saran Besançon 00Mulhouse Nancy Pontault-C. Cherbourg Istres Limoges Dijon Billère Valence \| Localisation des clubs engagés dans le championnat. |
| Angers Sélestat Saran Besançon 00Mulhouse Nancy Pontault-C. Cherbourg Istres Limoges Dijon Billère Valence                                                           |

| Club                         | Classement 2014-2015 | Entraîneur         | Salle                                    | Capacité théorique |
| ---------------------------- | -------------------- | ------------------ | ---------------------------------------- | ------------------ |
| Sélestat Alsace Handball     | 13e (D1)             | Christian Gaudin   | CSI Sélestat                             | 2 200              |
| Istres OPH                   | 14e (D1)             | Gilles Derot       | Halle polyvalente                        | 2 000              |
| Mulhouse Handball Sud Alsace | 2e                   | Brahim Ighirri     | Palais des Sports de Mulhouse            | 2 500              |
| Massy Essonne Handball       | 3e                   | Benjamin Braux     | Centre Omnisports                        | 800                |
| JS Cherbourg                 | 5e                   | Sébastien Leriche  | Complexe Sportif de Chantereyne          | 1 600              |
| Grand Nancy ASPTT HB         | 6e                   | Thierry Thoni      | Parc des Sports de Vandœuvre Nations     | 1 950              |
| Billère Handball             | 7e                   | Arnaud Villedieu   | Sporting d'Este Palais des sports de Pau | 1 500 6 500        |
| Dijon Bourgogne Handball     | 8e                   | Jackson Richardson | Palais des sports J-M-Geoffroy           | 4 000              |
| Angers Noyant Handball       | 9e                   | David Peneau       | Salle Jean-Bouin                         | 3 000              |
| Grand Besançon DHB           | 10e                  | Christophe Viennet | Palais des Sports de Besançon            | 4 200              |
| Valence Handball             | 11e                  | Milorad Davidović  | Palais des sports Pierre-Mendes-France   | 2 000              |
| UMS Pontault-Combault HB     | 12e                  | William Holder     | Espace Boisramé                          | 1 300              |
| Limoges Hand 87              | 1er (Nat. 1)         | Nenad Stanic       | Salle Henri-Normand                      | 1 300              |
| USM Saran HB                 | 1er (Nat. 1)         | Fabien Courtial    | Halle du Bois Joly                       | 950                |

## Saison régulière

### Classement final
|    | Équipe                        | Pts | J  | G  | N | P  | Bp  | Bc  | Diff | Dép   |
| -- | ----------------------------- | --- | -- | -- | - | -- | --- | --- | ---- | ----- |
| 1  | USM Saran HB (P)              | 62  | 26 | 15 | 6 | 5  | 760 | 687 | 73   | +4 b. |
| 2  | Sélestat Alsace Handball (R)  | 62  | 26 | 18 | 0 | 8  | 713 | 628 | 85   | -4 b. |
| 3  | Mulhouse HSA                  | 59  | 26 | 15 | 3 | 8  | 777 | 744 | 33   | +1 b. |
| 4  | Dijon Bourgogne Handball      | 59  | 26 | 15 | 3 | 8  | 766 | 742 | 24   | -1 b. |
| 5  | Massy Essonne Handball        | 57  | 26 | 14 | 3 | 9  | 718 | 670 | 48   | -     |
| 6  | Billère Handball              | 56  | 26 | 15 | 1 | 10 | 696 | 667 | 29   | -     |
| 7  | Istres OPH (R)                | 55  | 26 | 14 | 1 | 11 | 700 | 697 | 3    | -     |
| 8  | JS Cherbourg                  | 54  | 26 | 13 | 2 | 11 | 748 | 711 | 37   | +5 b. |
| 9  | Grand Nancy ASPTT             | 54  | 26 | 14 | 0 | 12 | 708 | 706 | 2    | -5 b. |
| 10 | Grand Besançon Doubs Handball | 51  | 26 | 11 | 3 | 12 | 680 | 732 | -52  | -     |
| 11 | UMS Pontault-Combault HB      | 48  | 26 | 10 | 2 | 14 | 706 | 734 | -28  | -     |
| 12 | Limoges Hand 87 (P)           | 41  | 26 | 6  | 3 | 17 | 700 | 735 | -35  | -     |
| 13 | Angers Noyant Handball        | 35  | 26 | 3  | 3 | 20 | 656 | 774 | -118 | -     |
| 14 | Valence Handball              | 34  | 26 | 3  | 2 | 21 | 699 | 800 | -101 | -     |

|     | Promotion en Division 1                       |
|     | Qualification pour les barrages d'accession   |
|     | Qualification pour les barrages de relégation |
|     | Relégation en Nationale 1                     |
| (P) | Promu de Nationale 1 en 2015                  |
| (R) | Relégué de Division 1 en 2015                 |

En cas d'égalité de points, le règlement veut que les équipes se départagent selon les matchs de championnat opposant les deux équipes à égalité. S'il y a  égalité de buts, l'équipe en ayant marqué le plus à l'extérieur l'emporte. Si les deux équipes restent sur un score nul et égal à l'issue des deux matchs aller et retour (par exemple 19-19 et 19-19), la règle de la différence des buts au classement général (différence entre buts mis et buts encaissés) s'applique. Ainsi :
- Saran devance Sélestat à la différence de buts particulière (Saran 30-31 Sélestat et Sélestat 21-26 Saran)
- Mulhouse devance Dijon à la différence de buts particulière (Dijon 31-27 Mulhouse et Mulhouse 31-26 Dijon)
- Cherbourg devance Nancy à la différence de buts particulière (Nancy 30-25 Cherbourg et Cherbourg 36-26 Nancy)

## Barrages

### Barrages d'accession en division 1
|  | Demi-finales                   | Demi-finales                   | Demi-finales                   | Demi-finales                   |    |                          | Finale                         | Finale                         | Finale                         | Finale                         |
|  |                                |                                |                                |                                |    |                          |                                |                                |                                |                                |
|  | 18 mai à 20h30 et 21 mai à 18h | 18 mai à 20h30 et 21 mai à 18h | 18 mai à 20h30 et 21 mai à 18h | 18 mai à 20h30 et 21 mai à 18h |    |                          | 25 mai à 20h30 et 29 mai à 18h | 25 mai à 20h30 et 29 mai à 18h | 25 mai à 20h30 et 29 mai à 18h | 25 mai à 20h30 et 29 mai à 18h |
|  | 4e                             | Dijon Bourgogne Handball       | 32                             | 36                             |    |                          | 25 mai à 20h30 et 29 mai à 18h | 25 mai à 20h30 et 29 mai à 18h | 25 mai à 20h30 et 29 mai à 18h | 25 mai à 20h30 et 29 mai à 18h |
|  | 4e                             | Dijon Bourgogne Handball       | 32                             | 36                             |    |                          | 25 mai à 20h30 et 29 mai à 18h | 25 mai à 20h30 et 29 mai à 18h | 25 mai à 20h30 et 29 mai à 18h | 25 mai à 20h30 et 29 mai à 18h |
|  | 3e                             | Mulhouse Handball Sud Alsace   | 27                             | 33                             |    |                          | 25 mai à 20h30 et 29 mai à 18h | 25 mai à 20h30 et 29 mai à 18h | 25 mai à 20h30 et 29 mai à 18h | 25 mai à 20h30 et 29 mai à 18h |
|  | 3e                             | Mulhouse Handball Sud Alsace   | 27                             | 33                             | 4e | Dijon Bourgogne Handball | 29                             | 24                             |                                |                                |
|  | 18 mai à 20h30 et 22 mai à 17h |                                |                                |                                | 4e | Dijon Bourgogne Handball | 29                             | 24                             |                                |                                |
|  |                                |                                | 2e                             | Sélestat Alsace Handball       | 26 | 28                       |                                |                                |                                |                                |
|  | 5e                             | Massy Essonne Handball         | 2e                             | Sélestat Alsace Handball       | 26 | 28                       | 23                             | 17                             |                                |                                |
|  | 5e                             | Massy Essonne Handball         |                                |                                |    |                          |                                | 17                             |                                |                                |
|  | 2e                             | Sélestat Alsace Handball       | 18                             | 26                             |    |                          |                                |                                |                                |                                |
|  | 2e                             | Sélestat Alsace Handball       | 18                             | 26                             |    |                          |                                |                                |                                |                                |

Remarque : le classement indiqué devant chaque équipe est celui au terme de la saison régulière.

### Barrages d'accession en Division 2 et de relégation en Nationale 1
Les équipes qualifiées sont :
- 12e de D2 : Limoges Hand 87
- 1er de la Poule 1 de Nationale 1 : Cavigal Nice Handball
- 1er de la Poule 2 de Nationale 1 : Caen Handball
- 1er de la Poule 3 de Nationale 1 : Saint-Gratien/Sannois Handball

Les trois premiers accèdent ou sont maintenus en Division 2, le quatrième reste ou est relégué en Nationale 1. Les barrages ont lieu du 3 au 5 juin au palais des sports de Beaublanc à Limoges. 
1re journée
- Caen - Limoges : 24-24
- Nice - St-Gratien Sannois : 30-31

2e journée
- Caen - Nice : 28-29
- St-Gratien Sannois - Limoges : 22-25

3e journée
- Nice - Limoges : 27-30
- Caen - St-Gratien Sannois : 29-22

Le classement final du tournoi est :
|   | Équipe                | Pts | J | G | N | P | Bp | Bc | Diff | Dép   |
| - | --------------------- | --- | - | - | - | - | -- | -- | ---- | ----- |
| 1 | Limoges Hand 87       | 8   | 3 | 2 | 1 | 0 | 79 | 73 | 6    | -     |
| 2 | Caen Handball         | 6   | 3 | 1 | 1 | 1 | 81 | 75 | 6    | -     |
| 3 | Saint-Gratien/Sannois | 5   | 3 | 1 | 0 | 2 | 75 | 84 | -9   | +1 b. |
| 4 | Cavigal Nice Handball | 5   | 3 | 1 | 0 | 2 | 86 | 89 | -3   | -1 b. |

Le Limoges Hand 87 reste en Division 2. Le Caen Handball est déclaré champion de Nationale 1 et accède à la D2 en compagnie du Saint-Gratien/Sannois Handball. En revanche, le Cavigal Nice Handball reste en Nationale 1.

## Bilan de la saison
| Description                        | Club                               | Commentaire                                                     |
| Accession en Division 1            |                                    |                                                                 |
| Champion de France                 | Union sportive municipale de Saran | Dès sa 1re saison en D2                                         |
| Vainqueur des barrages d'accession | Sélestat Alsace Handball           | Après une saison en D2                                          |
| Dépôt de bilan                     |                                    |                                                                 |
| 3e                                 | Mulhouse HSA                       | Après ?e saison en D2                                           |
| Relégations en Nationale 1         |                                    |                                                                 |
| Avant-dernier                      | Angers Noyant Handball             | Après 7 saisons en D2 N’a pas présenté de dossier de repêchage. |
| Dernier                            | Valence Handball                   | Après 4 saisons en D2 Repêché à la place de Mulhouse.           |
| Promotions depuis la Nationale 1   |                                    |                                                                 |
| 2e des barrages de relégation      | Caen Handball                      | Première accession en D2                                        |
| 3e des barrages de relégation      | Saint-Gratien/Sannois Handball     | Première accession en D2                                        |

## Statistiques et récompenses

### Meilleur joueur et meilleur entraîneur
Le 3 juin 2016, les Trophées LNH 2016 ont été décernés :
- Meilleur joueur : Pierrick Naudin (Dijon BHB)
  - autres nommés : Matthieu Drouhin (USM Saran) et Jef Lettens (USM Saran)
- Meilleur entraîneur : Fabien Courtial (USM Saran) 
  - autres nommés : Benjamin Braux (Massy EHB) et Christian Gaudin (Sélestat AHB)

### Meilleurs buteurs
| Rang | Joueur               | Club                          | Buts | Matchs | Moy. |
| ---- | -------------------- | ----------------------------- | ---- | ------ | ---- |
| 1    | Eduardo Reig-Guillen | Mulhouse Handball Sud Alsace  | 203  | 26     | 7,81 |
| 2    | Pierrick Naudin      | Dijon Bourgogne Handball      | 193  | 26     | 7,42 |
| 3    | Enrique Plaza Lara   | Angers Noyant Handball        | 168  | 26     | 6,46 |
| 4    | Matthieu Drouhin     | USM Saran                     | 165  | 25     | 6,6  |
| 5    | Quentin Eymann       | Grand Besançon Doubs Handball | 151  | 24     | 6,29 |